# Coupe des Amériques féminine de basket-ball
Cet article traite de la compétition féminine. Pour la compétition masculine, voir Coupe des Amériques masculine de basket-ball.
La Coupe des Amériques féminine de basket-ball (anglais : FIBA Women’s AmeriCup), anciennement Championnat des Amériques féminin de basket-ball (FIBA Americas Championship for Women), est un championnat se déroulant tous les deux ans. Il sert de tournoi de qualification soit pour les Jeux olympiques, soit pour les Coupe du Monde.
La FIBA ayant organisé l'ensemble de l'hémisphère occidental à l'ouest de l'océan Atlantique sous une seule zone, des pays d'Amérique du Nord, d'Amérique centrale, des Caraïbes et d'Amérique du Sud participent à ce tournoi. L'équipe féminine de basket-ball des États-Unis ne participe souvent pas au tournoi car elle se qualifie généralement pour les tournois majeurs en remportant la Coupe du monde ou les Jeux olympiques. La FIBA organise désormais un seul tournoi pour l'ensemble des pays d'Amérique du Nord, d'Amérique Centrale, de Caraïbe et d'Amérique du Sud.

## Palmarès

### Par édition
| Éd. | Année | Pays hôte    | Finale         | Finale | Finale     | Petite finale | Petite finale | Petite finale | Meilleure joueuse |
| Éd. | Année | Pays hôte    | Champion       | Score  | Deuxième   | Troisième     | Score         | Quatrième     | Meilleure joueuse |
| --- | ----- | ------------ | -------------- | ------ | ---------- | ------------- | ------------- | ------------- | ----------------- |
| 1re | 1989  | São Paulo    | Cuba           | 87–84  | Brésil     | Canada        | 71–63         | États-Unis    | Non décerné       |
| 2e  | 1993  | São Paulo    | États-Unis     | 106–92 | Brésil     | Canada        | 61–54         | Cuba          | Non décerné       |
| 3e  | 1995  | Hamilton     | Canada         | 80–73  | Cuba       | Porto Rico    | –             | Argentine     | Non décerné       |
| 4e  | 1997  | São Paulo    | Brésil         | 101–95 | États-Unis | Cuba          | 81–77         | Argentine     | Non décerné       |
| 5e  | 1999  | La Havane    | Cuba (2)       | 90–87  | Brésil     | Canada        | 80–37         | Mexique       | Non décerné       |
| 6e  | 2001  | São Luis     | Brésil (2)     | 88–83  | Cuba       | Argentine     | –             | Canada        | Non décerné       |
| 7e  | 2003  | Culiacán     | Brésil (3)     | 90–81  | Cuba       | Canada        | 71–34         | Mexique       | Non décerné       |
| 8e  | 2005  | Hato Mayor   | Cuba (3)       | 81–73  | Brésil     | Canada        | –             | Argentine     | Non décerné       |
| 9e  | 2007  | Valdivia     | États-Unis (2) | 101–71 | Cuba       | Brésil        | 73–41         | Argentine     | Plutín            |
| 10e | 2009  | Cuiabá       | Brésil (4)     | 71–48  | Argentine  | Canada        | 59–49         | Cuba          | Pinto             |
| 11e | 2011  | Neiva        | Brésil (5)     | 74–33  | Argentine  | Canada        | 59–46         | Cuba          | Souza             |
| 12e | 2013  | Xalapa       | Cuba (4)       | 79–71  | Canada     | Brésil        | 66–56         | Porto Rico    | Amargo            |
| 13e | 2015  | Edmonton     | Canada (2)     | 82–66  | Cuba       | Argentine     | 66–59         | Brésil        | Nurse             |
| 14e | 2017  | Buenos Aires | Canada (3)     | 67–65  | Argentine  | Porto Rico    | 75–68         | Brésil        | Fields            |
| 15e | 2019  | San Juan     | États-Unis (3) | 67–46  | Canada     | Brésil        | 95–66         | Porto Rico    | Fowles            |
| 16e | 2021  | San Juan     | États-Unis (4) | 74–59  | Porto Rico | Brésil        | 87–82         | Canada        | Howard            |
| 17e | 2023  | León         | Brésil (6)     | 69–58  | États-Unis | Canada        | 80–73         | Porto Rico    | Cardoso           |
| 18e | 2025  | Santiago     | États-Unis (5) | 92–84  | Brésil     | Canada        | 76–75         | Argentine     | Blakes            |

### Médailles par pays
| Rang | Nation     | Or | Argent | Bronze | Total |
| ---- | ---------- | -- | ------ | ------ | ----- |
| 1    | Brésil     | 6  | 5      | 4      | 15    |
| 2    | États-Unis | 5  | 2      | 0      | 7     |
| 3    | Cuba       | 4  | 5      | 1      | 10    |
| 4    | Canada     | 3  | 2      | 9      | 14    |
| 5    | Argentine  | 0  | 2      | 3      | 5     |
| 6    | Porto Rico | 0  | 1      | 2      | 3     |